# Mao (karetní hra)
Mao (nebo Mau) je karetní hra, v níž je cílem zbavit se všech karet z ruky bez porušení určitých nevyřčených pravidel, která jsou unikátní pro každou hru. Hra je svou strukturou je podobná karetní hře Uno nebo Bláznivé osmičky.
Hra svým hráčům zakazuje vysvětlování pravidla a noví hráči jsou mnohdy informováni, že se jedná o „jediné pravidlo, které vám může být řečeno“. Cílem hry je zbavit se jako první všech karet v ruce. Specifika se objevují metodou pokusu-omyl. Hráč, který poruší pravidlo, je potrestán přidáním další karty z balíčku. Osoba, která trest uděluje, musí uvést, jaké bylo nesprávné jednání (např. hráč neřekl, co měl), aniž by vysvětlila pravidlo, které bylo porušeno (např. proč to měl říci).
Existuje mnoho variant hry Mao.